# Saulcy (Jura)
Pour les articles homonymes, voir Saulcy.
 (février 2018).
Si vous disposez d'ouvrages ou d'articles de référence ou si vous connaissez des sites web de qualité traitant du thème abordé ici, merci de compléter l'article en donnant les références utiles à sa vérifiabilité et en les liant à la section « Notes et références ».
Saulcy est un village et une commune suisse du canton du Jura.
Situé à la porte des Franches-Montagnes, Saulcy fait toutefois partie du district de Delémont. Cette petite commune de 273 habitants est située à 913 mètres d'altitude.

## Géographie

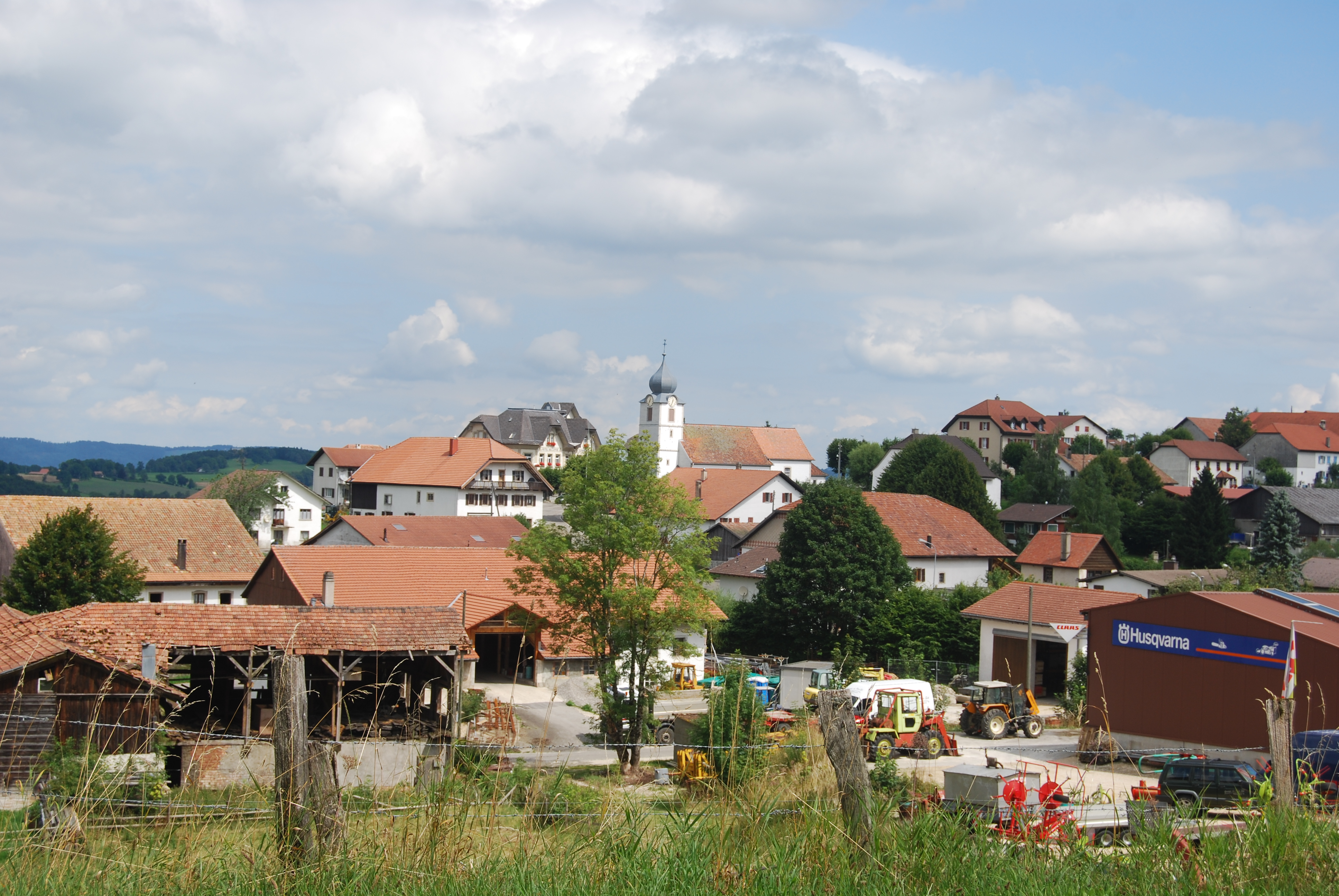
Le centre du village.

Saulcy est à 913 m d'altitude, à 16 km plus au sud-ouest de Delémont, la capitale du canton du Jura. Le village est situé sur le bord du district des Franches-Montagnes, mais fait partie du district de Delémont. Le point le plus élevé est Jolimont, qui se trouve à une altitude de 1 010 m, et le point le plus bas se trouve dans la combe Tabeillon.
La commune de Saulcy s'étend sur 7,86 km2. Elle comprend le village de Saulcy, mais également les hameaux de La Racine, du Cras-des-Mottes, du Cerneux, des Cerniers de Saulcy et de Pré-Voirmais.
Lors du relevé de 2013-2018, les surfaces d'habitations et d'infrastructures représentaient 3,6 % de sa superficie, les surfaces agricoles 46,7 % et les surfaces boisées 50,4 %.
Les communes voisines de Saulcy sont Lajoux, Saint-Brais et la Haute-Sorne anciennement les communes de Glovelier et Undervelier se situant dans le canton du Jura et Rebévelier dans le canton de Berne.

## Histoire

Vue aérienne (1955)

Saulcy est mentionné en 1327. À ce moment-là, il s'agit plus d'un groupe de fermes que d'un village. Quant au hameau de la Racine, il est attesté dès 1181. La partie basse du village est la plus ancienne. Le territoire de Saulcy faisait partie du diocèse de Bâle.
Durant la guerre de Trente Ans (1618-1648), l'agglomération a été fortement touchée. Le groupement de fermes fut pillé et après la mort des hommes aptes au combat, la localité a été abattue par la peste. Durant le temps où la peste ravageait Saulcy, les gens déposaient leurs défunts devant la porte, et une dame récupérait les cadavres pour les emmener dans des fosses communes. Celles-ci ont donné le nom à une rue : Clos des Fosses. Le village connût un certain exode.
Depuis le XVIIe siècle, la Borne du Cellier marque la limite du territoire de la commune. Plus ancienne borne du village, elle se trouve en bordure du pâturage du Nirveux en direction de Bollement.
Le village dépendait jusqu'en 1793 de Glovelier. En 1793, les premières élections de Saulcy ont eu lieu, ce qui en a fait une commune pour la première fois. De 1793 à 1815, Saulcy a fait partie de la France, appartenant au département du Mont-Terrible, puis à celui du Haut-Rhin. À l'occasion du Congrès de Vienne, en 1815, la commune de Saulcy a été attribuée au canton de Berne. Elle appartient au nouveau canton du Jura depuis 1979.
Les habitants vivaient de manière modeste et possédaient quelques terres cultivables. La première laiterie a été construite en 1938 et les premiers tracteurs sont arrivés après la seconde guerre mondiale.
Les familles étant nombreuses à cette époque, il était difficile de finir le mois avec un seul salaire. De ce fait, une caisserie permettait aux habitants de compléter leur fortune. C’était une petite entreprise autonome qui permettait de fabriquer des caisses destinées à transporter des produits finis. Le travail était payé à hauteur de 50 centimes de l’heure.
À cette époque, on pouvait trouver à Saulcy un cordonnier dont l’épouse était sage-femme. Il y avait aussi un maçon, deux bûcherons et un forgeron. Le village comprenait aussi une menuiserie et un hôtel-restaurant qui se dénommait « Les 18 fesses », car le patron avait 9 filles.

Côté éducation, l’école du village ne comptait que deux classes. Madame Marquis enseignait aux 1e, 2e et 3e année, tandis que son mari, Monsieur Marquis, s’occupait des élèves de 4e à 8e année. L’accès à l’école secondaire de Bassecourt était difficile en raison de la distance entre les deux villages (9,5 kilomètres), jusqu’à l’apparition d’une liaison par voiture postale.

## Toponymie
Le nom de la commune dérive du latin salicetum, qui désigne une saussaie, soit un lieu planté de saules. L'étymologie est la même que plusieurs communes françaises telles que Saulcy et Saulces-aux-Bois.
La première occurrence écrite du toponyme remonte à 1327, sous la forme de Sasis. Sa forme orthographique moderne est due à une relatinisation savante.
Son ancien nom allemand est Selzach[réf. nécessaire].

## Population

### Surnom
Les habitants de la commune sont surnommés les Crêtchî, Craitchies ou Craichies, soit ceux qui portent des hottes ou des charges (porte-faix) en patois vâdais.

### Démographie

#### Évolution de la population
La commune compte 273 habitants au 31 décembre 2023 pour une densité de population de 35 hab/km2. Sur la période 2010-2023, sa population a augmenté de 5,4 % (canton : 6,4 % ; Suisse : 9,4 %).  

#### Pyramide des âges
En 2023, le taux de personnes de moins de 30 ans s'élève à 31,1 %, au-dessous de la valeur cantonale (32,1 %). Le taux de personnes de plus de 60 ans est quant à lui de 28,9 %, alors qu'il est de 29,4 % au niveau cantonal.
La même année, la commune compte 146 hommes pour 127 femmes, soit un taux de 53,5 % d'hommes, supérieur à celui du canton (49,5 %).
| Hommes | Classe d’âge | Femmes |
| ------ | ------------ | ------ |
| 1,4    | 90 ans ou +  | 1,6    |
| 3,4    | 75 à 89 ans  | 8,7    |
| 19,9   | 60 à 74 ans  | 22,8   |
| 15,8   | 45 à 59 ans  | 17,3   |
| 23,3   | 30 à 44 ans  | 23,6   |
| 17,8   | 15 à 29 ans  | 9,4    |
| 18,5   | - de 14 ans  | 16,5   |

| Hommes | Classe d’âge | Femmes |
| ------ | ------------ | ------ |
| 0,7    | 90 ans ou +  | 1,8    |
| 8,6    | 75 à 89 ans  | 10,7   |
| 18,2   | 60 à 74 ans  | 18,8   |
| 20,3   | 45 à 59 ans  | 20,5   |
| 18,4   | 30 à 44 ans  | 17,8   |
| 18,1   | 15 à 29 ans  | 16,0   |
| 15,6   | - de 14 ans  | 14,4   |

## Économie
Dans les années 1930, plus de 90 % des habitants vivent de l’agriculture. En 1938, une laiterie est construite, ce qui a permis aux agriculteurs de vendre leur lait et de générer un revenu supplémentaire.
Le village est électrifié en 1916 et l’eau courante est amenée entre 1955 et 1956 depuis les Franches-Montagnes.
De nos jours, le village compte plusieurs entreprises couvrant différents secteurs d’activité. La commune comprend une entreprise de construction : Lovis SA, une entreprise de paysagisme :  Aménat SA, deux garages : le garage du Péca SA et le garage Weber, une entreprise cheministe : la Foyère SA et une entreprise d’énergie : Cerf’Tech. De plus, le village compte un hôtel-restaurant : le Bellevue, actuellement fermé et attendant un hôte. De surcroît, de nombreuses exploitations agricoles sont implantées et actives dans la localité.

## Écoles
Au cours du XXe siècle, l’école du village ne compte que deux classes.
L’accès à l’école secondaire de Bassecourt était difficile en raison de la distance, jusqu’à l’apparition d’une liaison par voiture postale.
L’école a été fermée en 2012 et depuis, les élèves du village se déplacent à Glovelier, puis à Bassecourt pour l’école secondaire.

## Religion
Saulcy était exclusivement catholique en raison des tensions historiques du Kulturkampf des années 1870-1880, qui avaient marqué la région. La situation du village n’a plus connu de grands changements jusqu’à la création du canton du Jura, le 1er janvier 1979.

## Patrimoine bâti
Saulcy comporte quatre lieux de culte, l'église (au centre du village), la chapelle située à l'entrée de La Racine (hameau se trouvant entre Saulcy et Jolimont).
Bien que située dans la commune de Glovelier, la chapelle de Bonembez-Dessus dépend de la paroisse de Saulcy. Elle a été construite en 1876, lors du Kulturkampf par la famille Lovis qui souhaitait s’affranchir des autorités cantonales, car elles fermaient les églises. Enfin, sur le Mont Jean, se trouve Notre Dame de l’Allêtre.

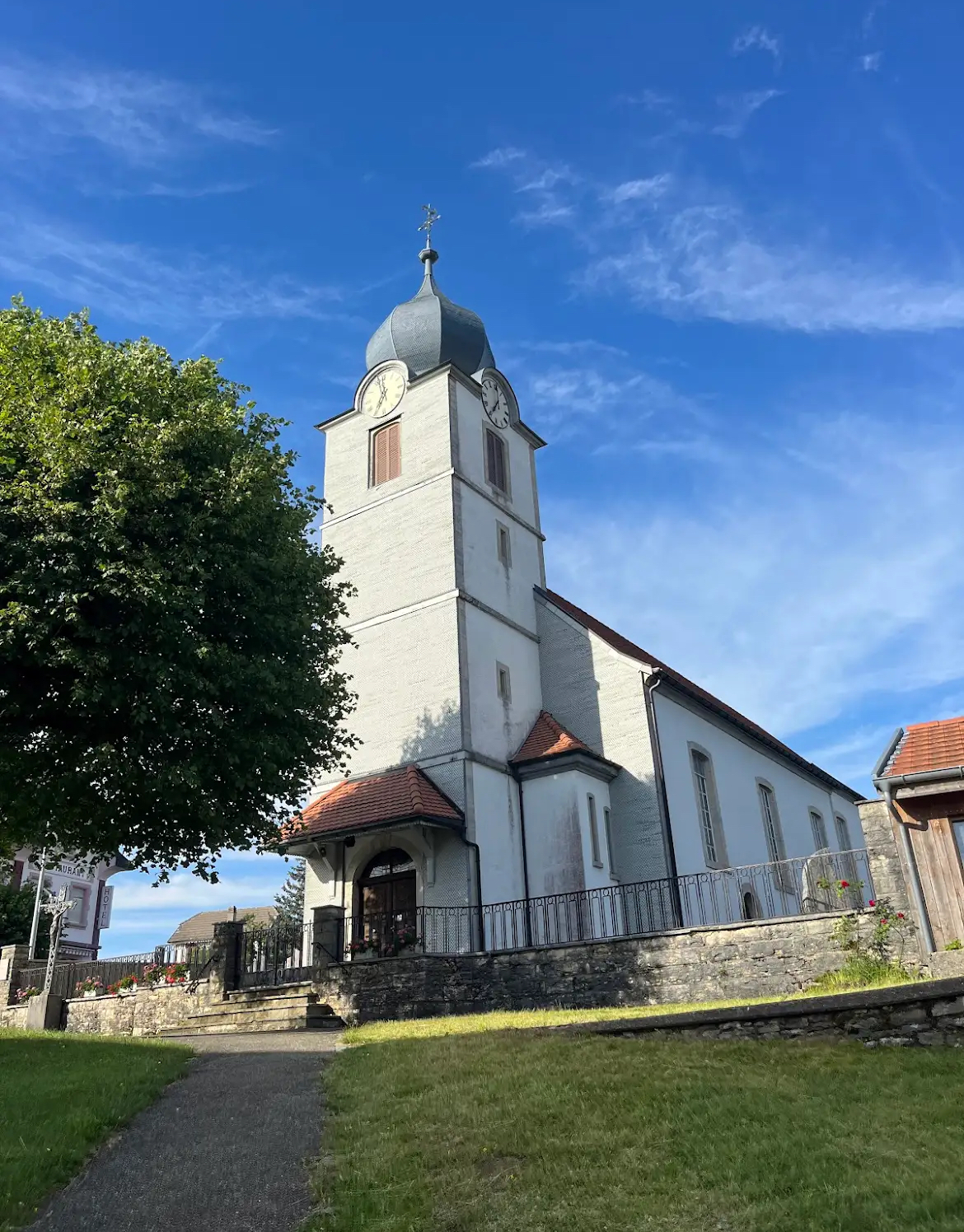
Église vue de la face ouest
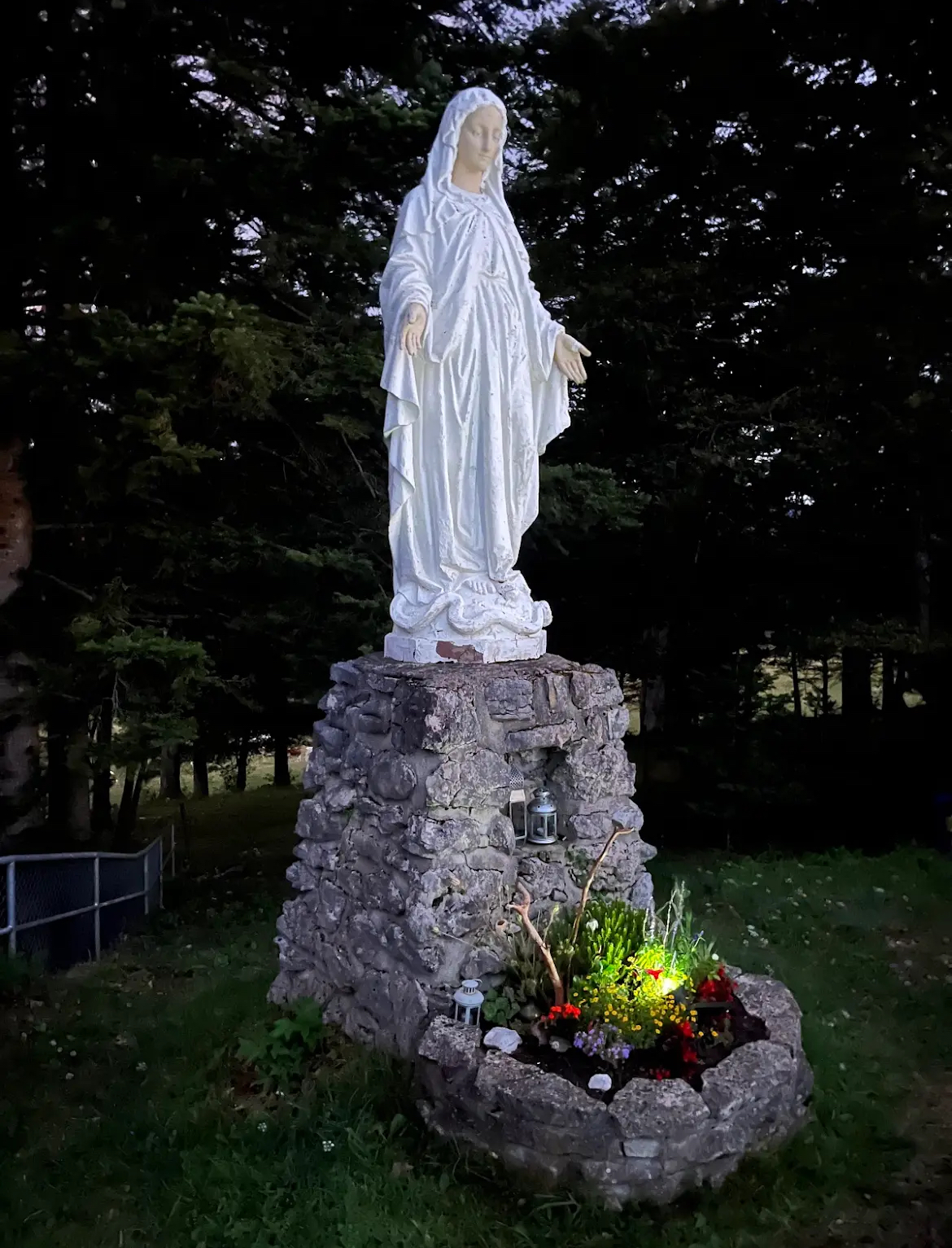
Notre Dame de l’Allêtre au crépuscule